# Amisus
Amisus (łac. Diœcesis Amisenus) – stolica historycznej diecezji w Cesarstwie Rzymskim (prowincja Elenoponto), współcześnie w Turcji. Od XIX wieku katolickie biskupstwo tytularne (nieobsadzone od 1978).

## Biskupi tytularni
| Lp. | Biskup                              | Od                | Do               |
| --- | ----------------------------------- | ----------------- | ---------------- |
| 1   | John Edmund Fitzmaurice             | 14 grudnia 1897   | 15 września 1899 |
| 2   | Aquilino Ferreyra y Álvarez         | 16 listopada 1899 | 23 września 1910 |
| 3   | Antonio Feruglio                    | 4 stycznia 1911   | 8 lutego 1911    |
| 4   | François Belleville MEP             | 9 lutego 1911     | 7 lipca 1912     |
| 5   | Francesco di Costanzo               | 19 grudnia 1912   | 7 lipca 1913     |
| 6   | Antônio Malan SDB                   | 25 maja 1914      | 3 stycznia 1924  |
| 7   | Konstantyn Bohaczewski              | 20 maja 1924      | 5 kwietnia 1954  |
| 8   | José de Jesús Clemens Alba Palacios | 5 kwietnia 1954   | 8 sierpnia 1959  |
| 9   | Raffaele Pellecchia                 | 2 stycznia 1960   | 1 września 1961  |
| 10  | Henricus Cornelius de Wit MHM       | 12 kwietnia 1962  | 18 lutego 1978   |